# Mondfinsternis vom 27. Juli 2018
| Totale Mondfinsternis 27. Juli 2018                                       | Totale Mondfinsternis 27. Juli 2018 |
| ------------------------------------------------------------------------- | ----------------------------------- |
| Ansicht des Blutmondes in Italien während der Totalität                   |                                     |
| Ekliptik Norden oben Der Mond bewegt sich durch den Kernschatten der Erde |                                     |
| Saroszyklus                                                               | 129 (38 von 71)                     |
| Gamma                                                                     | +0.1168                             |
| Dauer (Stunden:Minuten:Sekunden)                                          |                                     |
| Totalität                                                                 | 01:42:57                            |
| Partialität                                                               | 03:54:32                            |
| Penumbralität                                                             | 06:13:48                            |
| Kontakte (UTC)                                                            |                                     |
| P1 (Beginn Penumbralität)                                                 | 17:14:49                            |
| U1 (Beginn Partialität)                                                   | 18:24:27                            |
| U2 (Beginn Totalität)                                                     | 19:30:15                            |
| Maximum Verfinsterung                                                     | 20:21:44                            |
| U3 (Ende Totalität)                                                       | 21:13:12                            |
| U4 (Ende Partialität)                                                     | 22:19:00                            |
| P4 (Ende Penumbralität)                                                   | 23:28:39                            |

Die Mondfinsternis vom 27. Juli 2018 war nach der Mondfinsternis vom 31. Januar 2018 die zweite und letzte Mondfinsternis im Jahr 2018 und die längste Mondfinsternis des 21. Jahrhunderts.
Während der über sechs Stunden andauernden Passage durch den Erdschatten bewegte sich der Mond fast zentral durch den Kernschatten der Erde, und der Blutmond wurde daher besonders dunkel. Die Totalität dauerte knapp eine Stunde und 43 Minuten an.
Diese Mondfinsternis ist die 38. Mondfinsternis des 129. lunaren Saroszyklus.

## Sichtbarkeit
Der gesamte Verlauf der totalen Mondfinsternis war in Ostafrika, in Süd- und Zentralasien sowie im Indischen Ozean und in der Antarktis zu beobachten. Während des Mondaufgangs war sie in Südamerika, Westafrika und Europa und während des Monduntergangs in Ostasien und Australien zu beobachten.
| Ansicht der Erde vom erdnächsten Punkt des Mondes während der maximalen Verfinsterung | Weltkarte mit den Sichtbarkeitsgrenzen |

### Europa
In Europa war das Eindringen in den Halbschatten (Zeitpunkt P1 = Beginn Penumbralität) nicht zu beobachten, da der Mond erst danach beim Eindringen in den Kernschatten (Zeitpunkt U1 = Beginn Partialität) im Südosten aufging.
Bei den meisten europäischen Beobachtungsorten war er erst während der Totalität (nach Zeitpunkt U2) zu sehen, weil er erst dann hinreichend hoch über dem Horizont stand. Das Maximum der Verfinsterung fand um 22:22 Uhr (MESZ = UTC + 2 Stunden) statt. Der gesamte Vorgang des Verlassens des Erdschattens konnte bei freier Sicht ab 23:13 Uhr (MESZ) beobachtet werden. Beim Monduntergang war der Mond bereits wieder als Vollmond zu sehen.

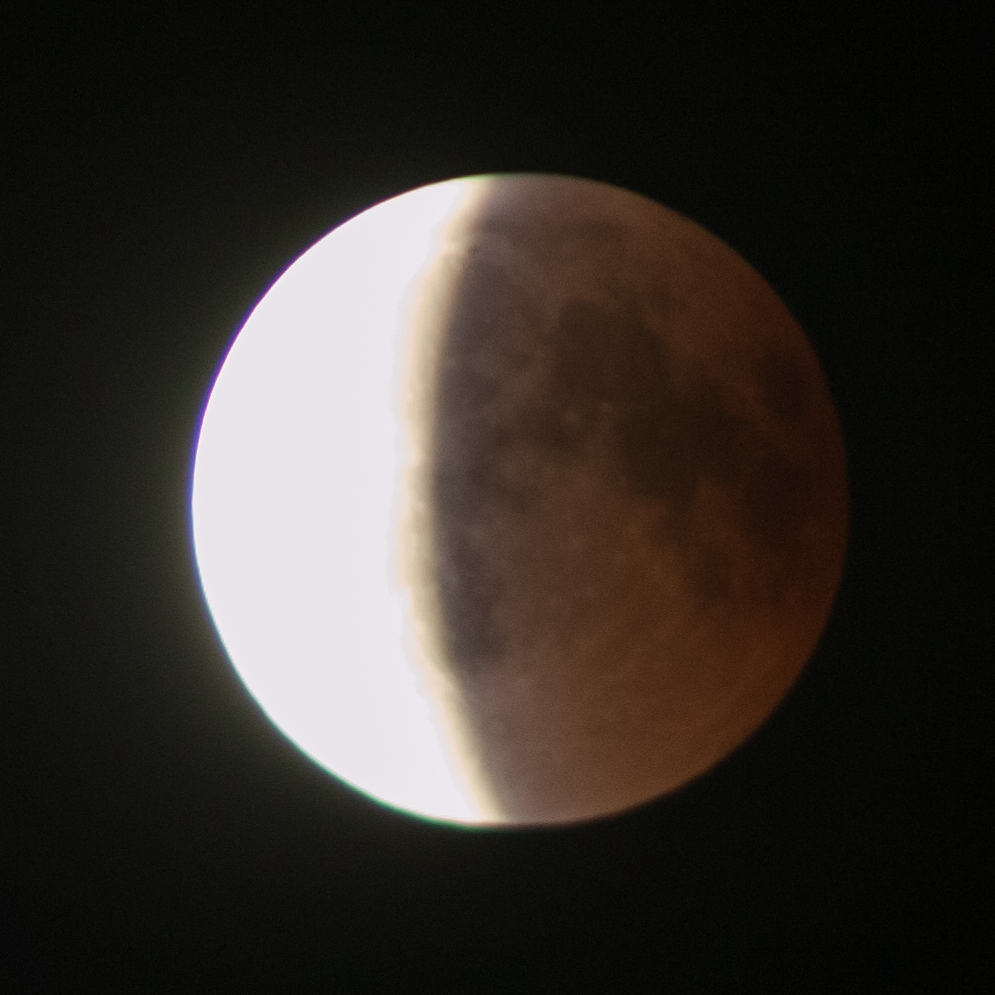
Unregelmäßige Schattengrenze

## Beobachtungen von verschiedenen Orten

Animationen von der Mondfinsternis vom 27. Juli 2018
Bildfolge von der Verfinsterung in Athen, Griechenland
Bildfolge vom Austritt aus dem Kernschatten in Warschau, Polen
- Video der Mondfinsternis von Jekaterinburg, Russland

Mondfinsternis vom 27. Juli 2018 in chronologischer Reihenfolge
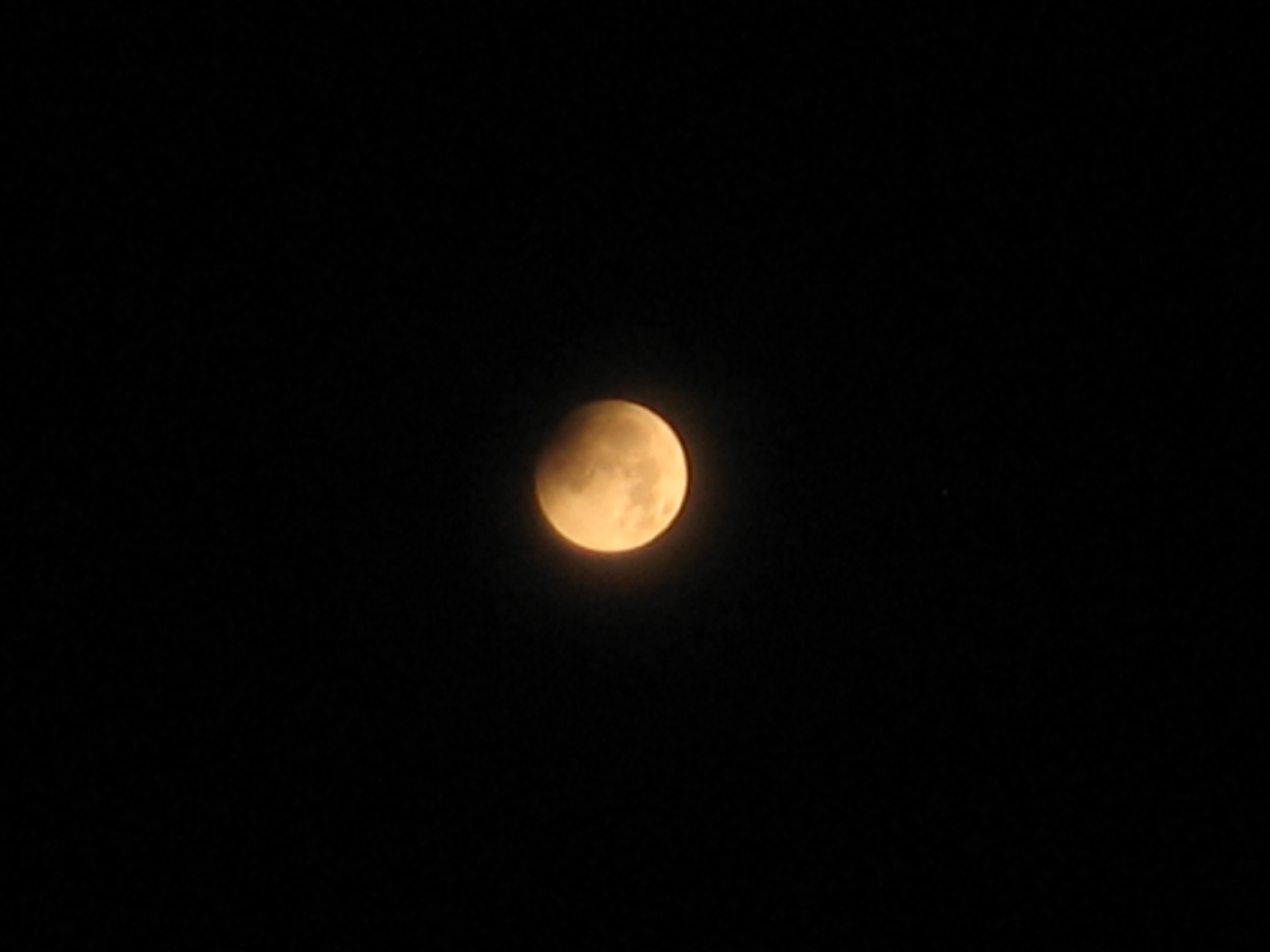
Beobachtet in Nanjing in China um 18:25 UTC
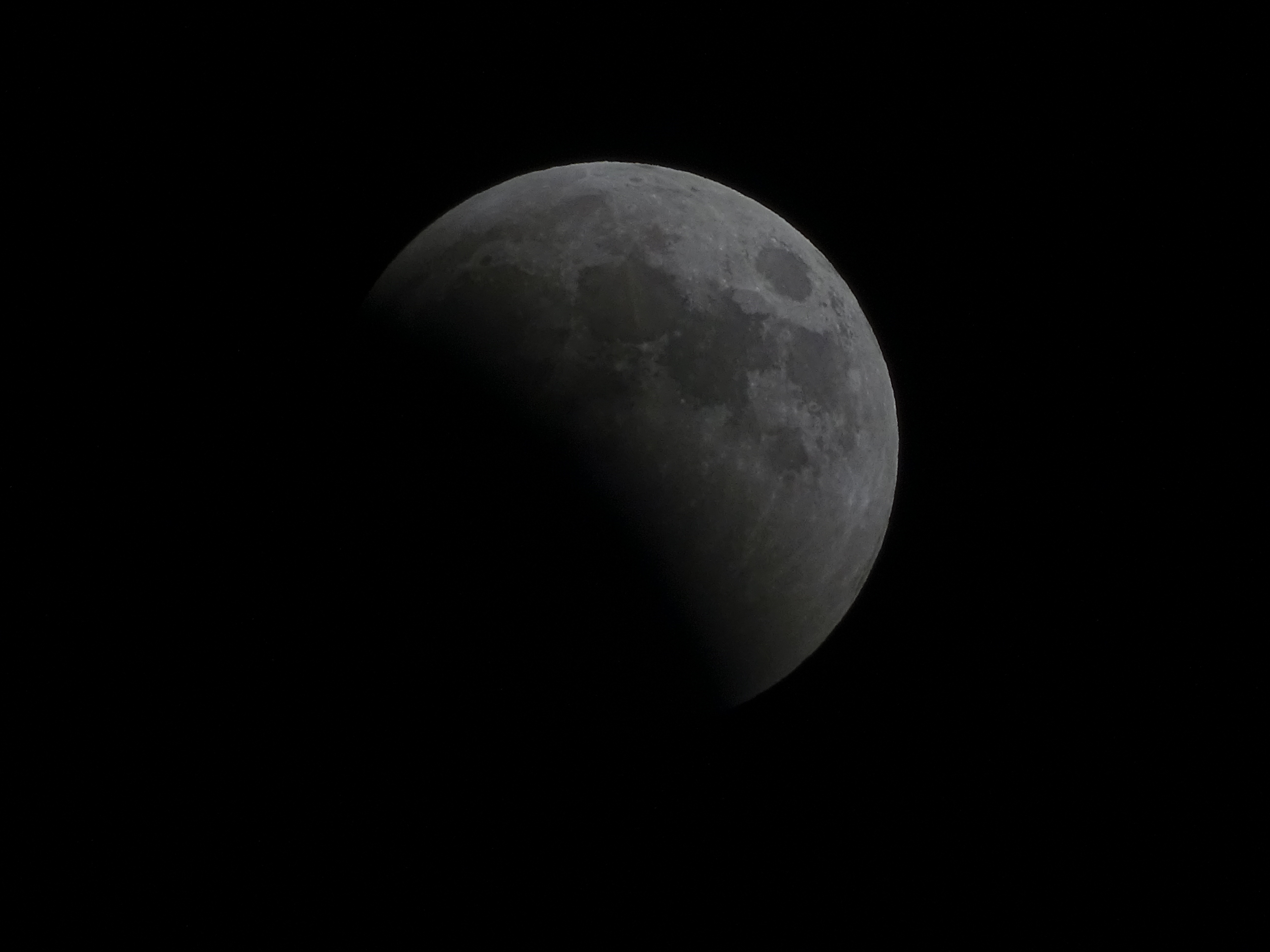
Beobachtet in Athen in Griechenland um 18:52 UTC
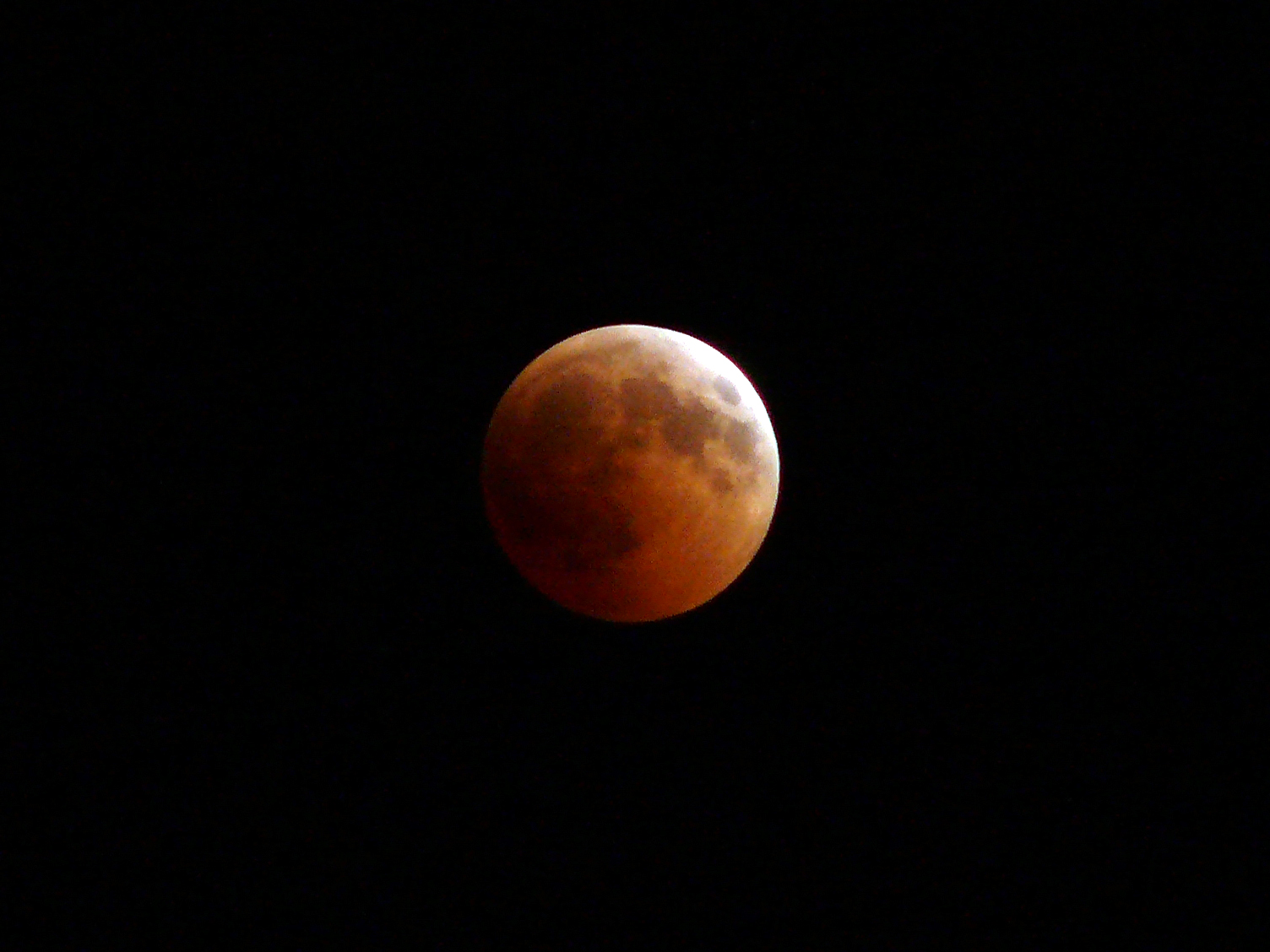
Beobachtet in Limassol in Zypern um 19:27 UTC
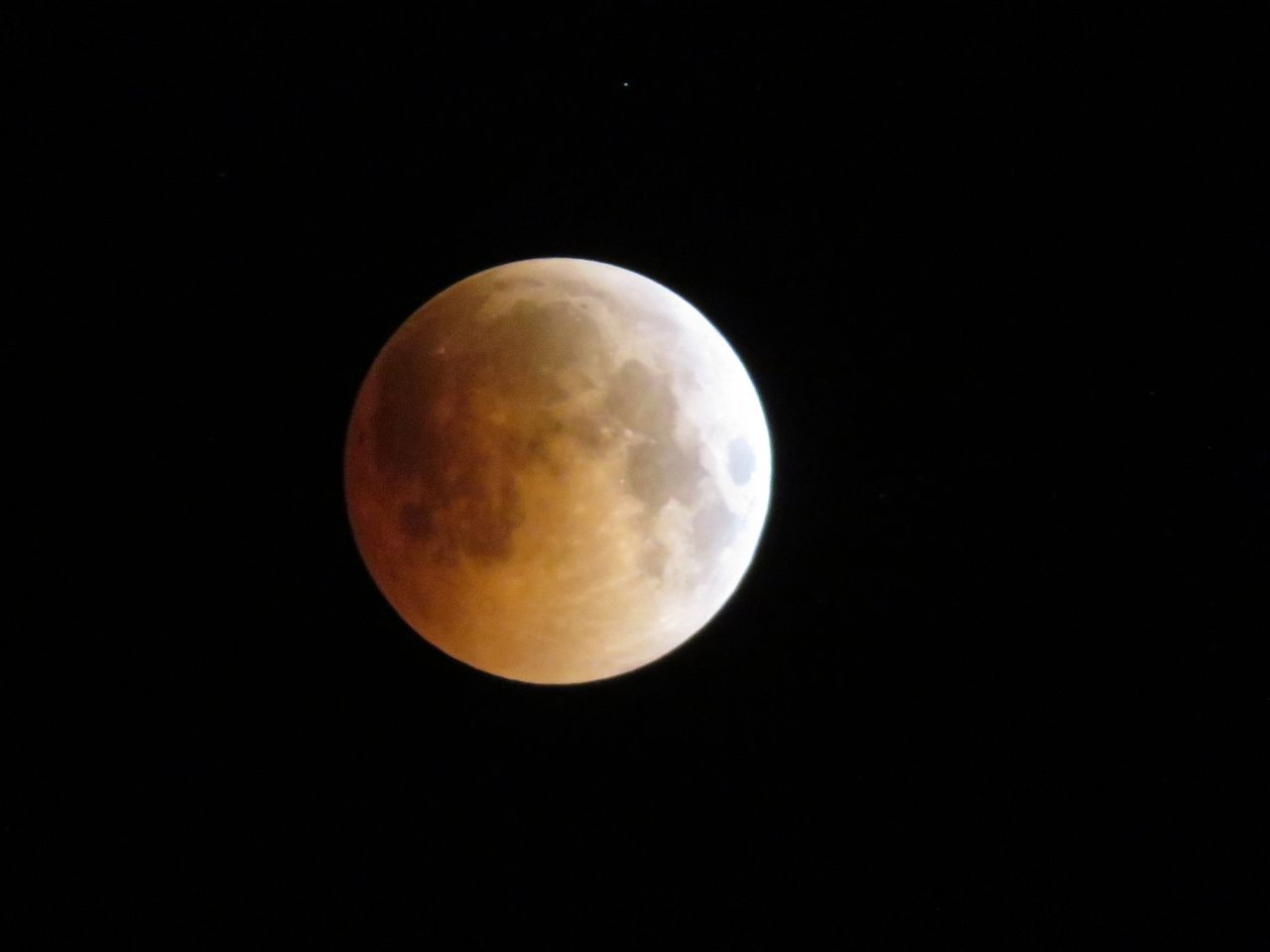
Beobachtet in Tashkent in Usbekistan um 19:32 UTC
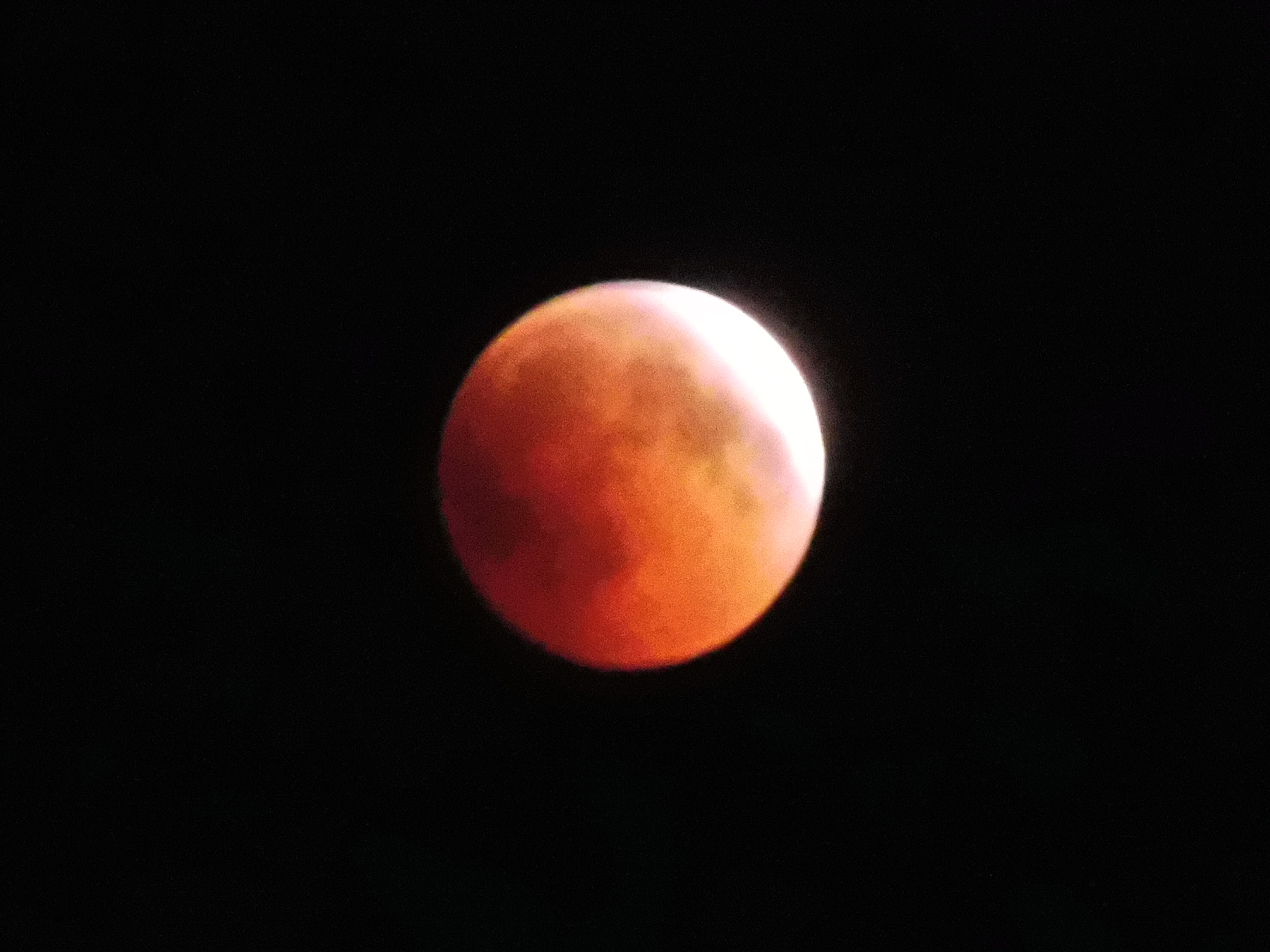
Beobachtet in Jerusalem in Israel um 19:33 UTC
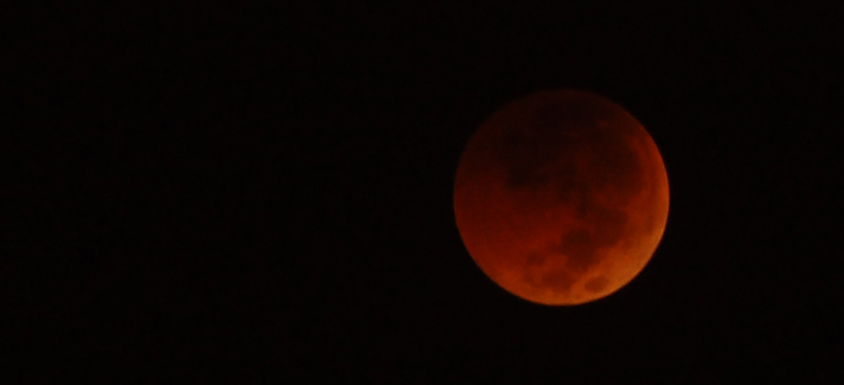
Beobachtet in Davao City in Mindanao/Philippinen um 19:52 UTC
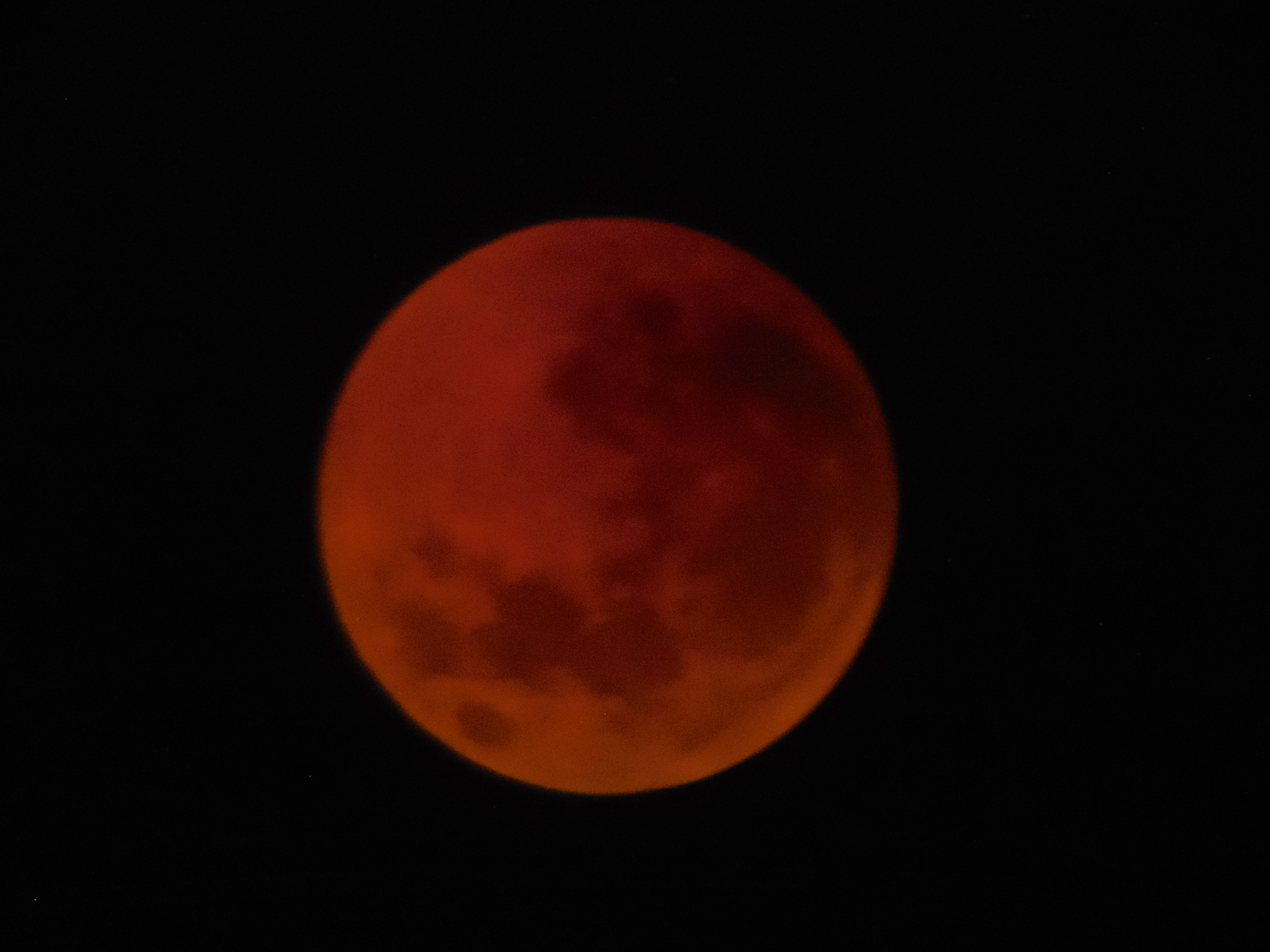
Beobachtet in Victoria, Australien um 20:07 UTC
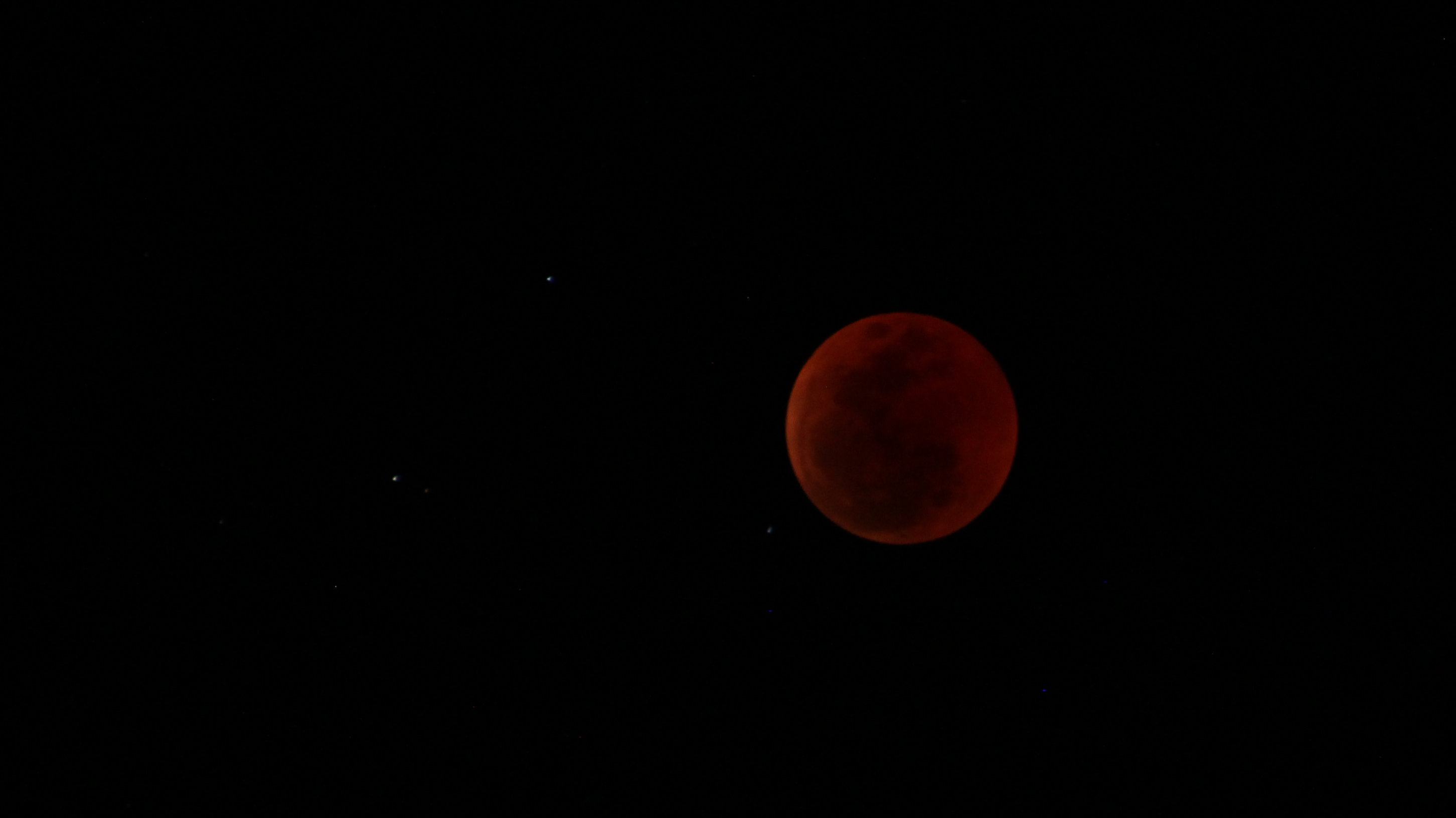
Beobachtet in Gaborone in Botswana um 20:11 UTC
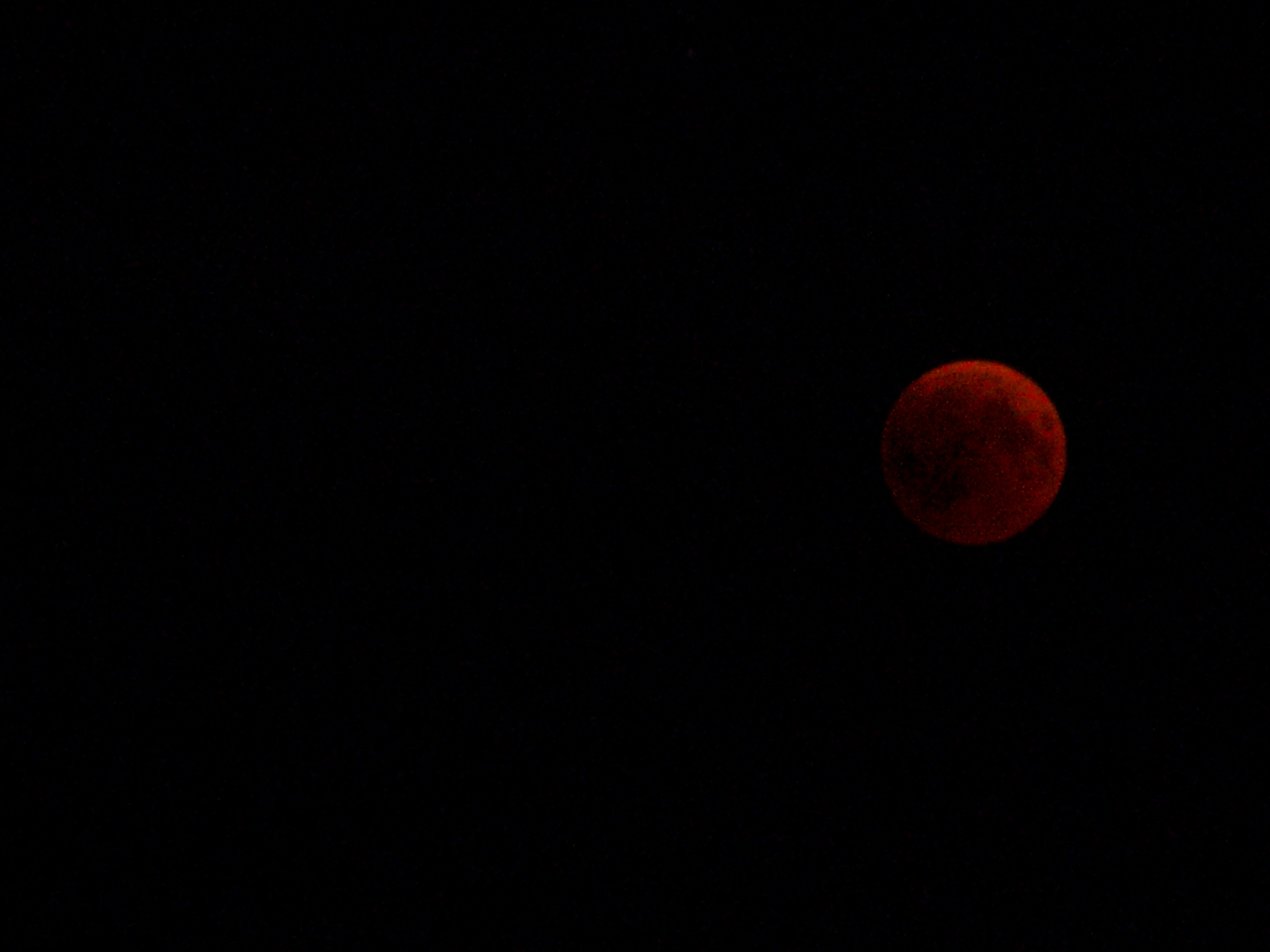
Beobachtet in Skołyszyn in Polen um 20:14 UTC
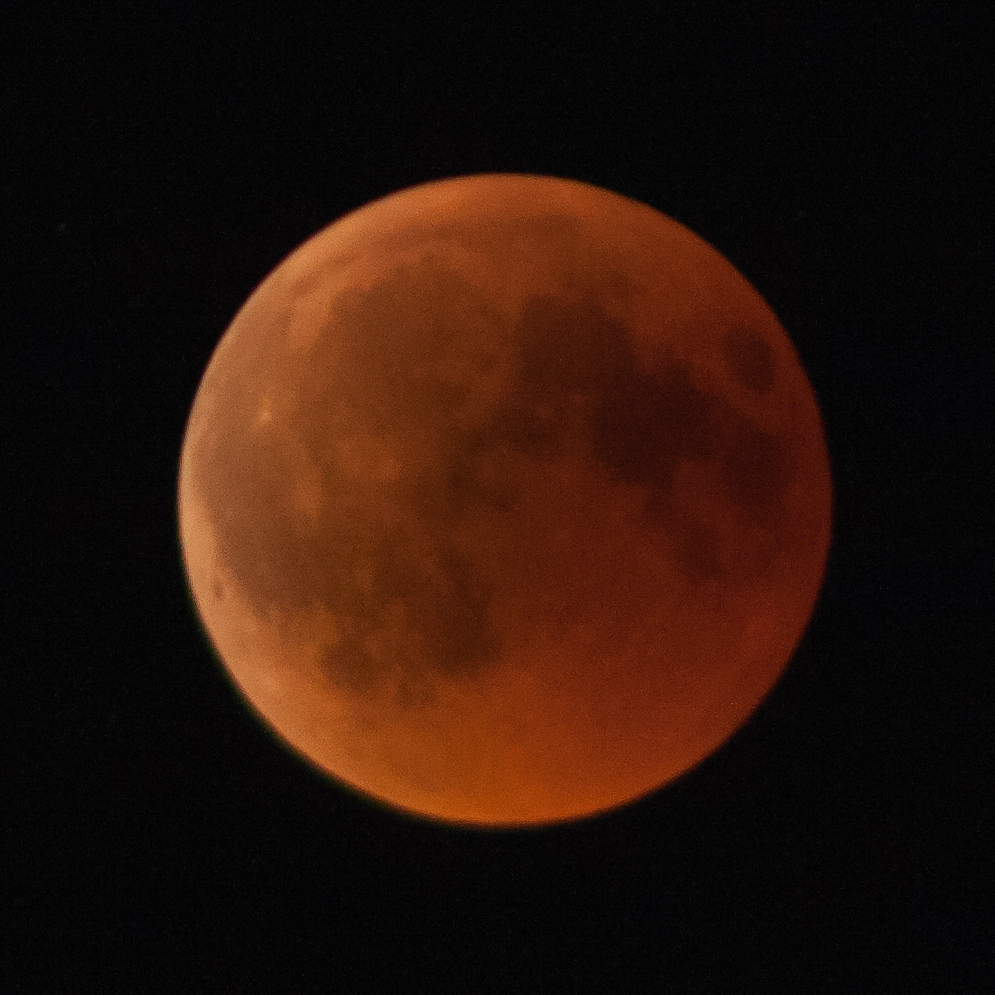
Beobachtet in Lonsee in Deutschland um 20:53 UTC
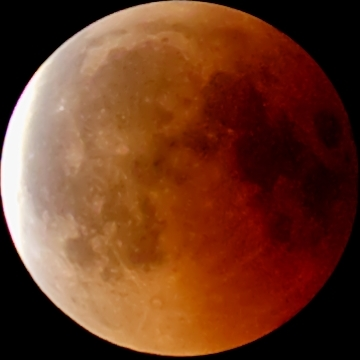
Beobachtet in Berlin in Deutschland um 21:18 UTC
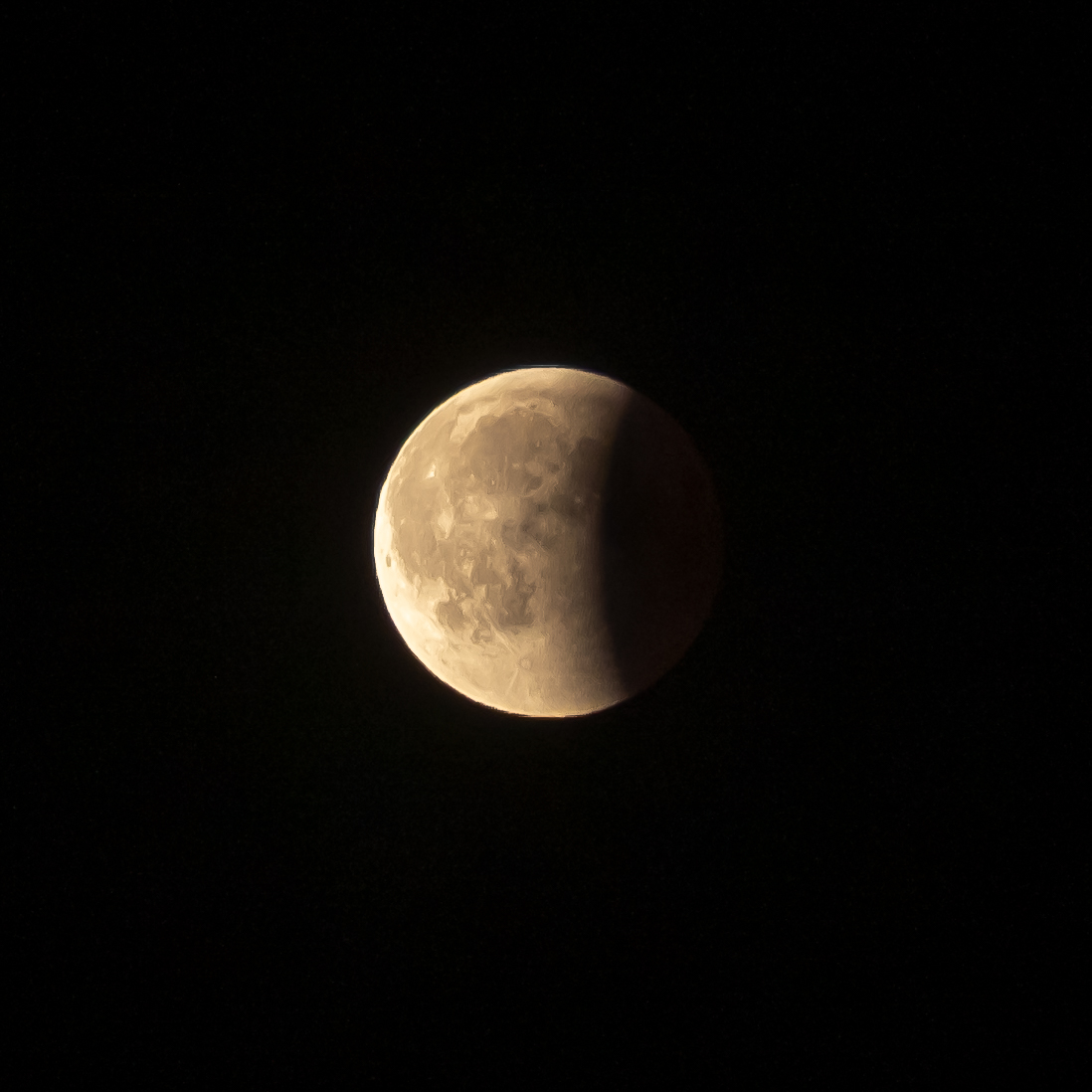
Beobachtet in Deutschland um 22:01 UTC